# Elschbacher Tunnel
Der Elschbacher Tunnel ist neben dem Meisenheimer Tunnel und dem Kinnsfelstunnel einer von insgesamt drei Tunneln der seit 1996 stillgelegten Glantalbahn. Er befand sich entlang des südlichen Streckenabschnitts Homburg–Glan-Münchweiler beim Streckenkilometer 14 von Homburg aus. Der 1904 eröffnete Tunnel war notwendig, um eine Flussschleife des Glan abzukürzen. Ursprünglich zweigleisig ausgelegt, wurde er ab den 1960er Jahren nur noch eingleisig betrieben. Seit 1987 befinden sich in ihm keine Schienen mehr. Seit 2002 dient er dem im Zeitraum von 2001 bis 2006 errichteten Glan-Blies-Weg. Trotz seines Namens befindet er sich nicht auf der Gemarkung von Elschbach, sondern auf der von Hütschenhausen.

## Geschichte

### Erste Initiativen und Planungen einer Glantalbahn
Obwohl eine Bahnstrecke entlang des Glan als Verbindung zwischen dem Saargebiet und der Region um Bingen aus geographischer Perspektive naheliegend gewesen wäre, verhinderte die Kleinstaaterei im 19. Jahrhundert lange Zeit einen entsprechenden Bau. Denn im unteren Glantal zwischen Altenglan und Staudernheim verlief die Grenze zwischen Bayern und Preußen sehr unregelmäßig.
Nach dem Deutsch-Französischen Krieg von 1870 und 1871, als Frankreich Elsass und Lothringen an Deutschland abtreten musste, sprachen zudem militärische Gründe für eine solche Bahnlinie. Vor allem von Preußen wurde sie entschieden verfochten. Noch 1871 wurde ein erster Entwurf angefertigt, der dem späteren Verlauf im Wesentlichen entsprach, jedoch kürzer ausfiel. Ein weiteres Argument für den Bahnbau war, eine möglichst kurze Verbindung zwischen Homburg und Bingen zu schaffen. Dabei wurde ein Anschluss an die Pfälzische Ludwigsbahn in Bruchmühlbach oder Hauptstuhl in Erwägung gezogen.
Erst gegen Ende des neunzehnten Jahrhunderts gab Bayern seinen Widerstand gegen einen strategischen Bahnbau auf, da sich die deutsch-französischen Beziehungen zwischenzeitlich deutlich verschlechtert hatten. Zwar war die Festung Metz bereits über mehrere Schienenwege angebunden gewesen, jedoch war die Anbindung vom Rhein aus sehr umständlich ausgefallen. Nachdem eine südöstlicher verlaufende Variante ausgeschieden war, sahen die Planungen vor, eine Magistrale von Mainz über Bad Münster entlang des Glans unter Mitbenutzung der Kuseler Strecke zwischen Altenglan und Glan-Münchweiler auch über Elschbach, Homburg und Saarbrücken zu errichten. Die Genehmigung der Projektierung von bayerischer Seite erfolgte am 27. Januar 1898.

### Bau, Eröffnung und Folgezeit
Die Errichtung der Strecke oblag der Gesellschaft der Pfälzischen Nordbahnen, die seit 1870 für alle pfälzischen Bahnstrecken nördlich der Ludwigsbahn zuständig waren. Die Bauarbeiten auf dem Abschnitt Homburg–Glan-Münchweiler begannen im Juli 1902. Zwischen den geplanten Bahnhöfen Elschbach und Dietschweiler-Nanzweiler in der Nähe des Elschbacherhof befand sich eine Schleife des Glans, die mittels eines Tunnels abgekürzt werden sollte. Unmittelbar davor musste besagter Fluss auf der Elschbacher Seite in Form einer Steinbrücke überquert werden. Gemäß den Anforderungen an eine strategische Bahn erfolgte die Ausführung von letzterem zweigleisig. Ab Mitte Juli begannen 24 Arbeiter des in Berlin ansässigen Unternehmens Hiedemann, den entsprechenden Berg zu durchgraben. Der Durchschlag des Tunnels war bereits am 8. November des Jahres vollendet. Da die Bauarbeiten hauptsächlich durch italienische und kroatische Gastarbeiter ausgeübt worden, kam es auch im Einzugsgebiet des Elschbacher Tunnel genannten Bauwerks zu Spannungen, die zum Teil in Gewalttätigkeiten mündeten.

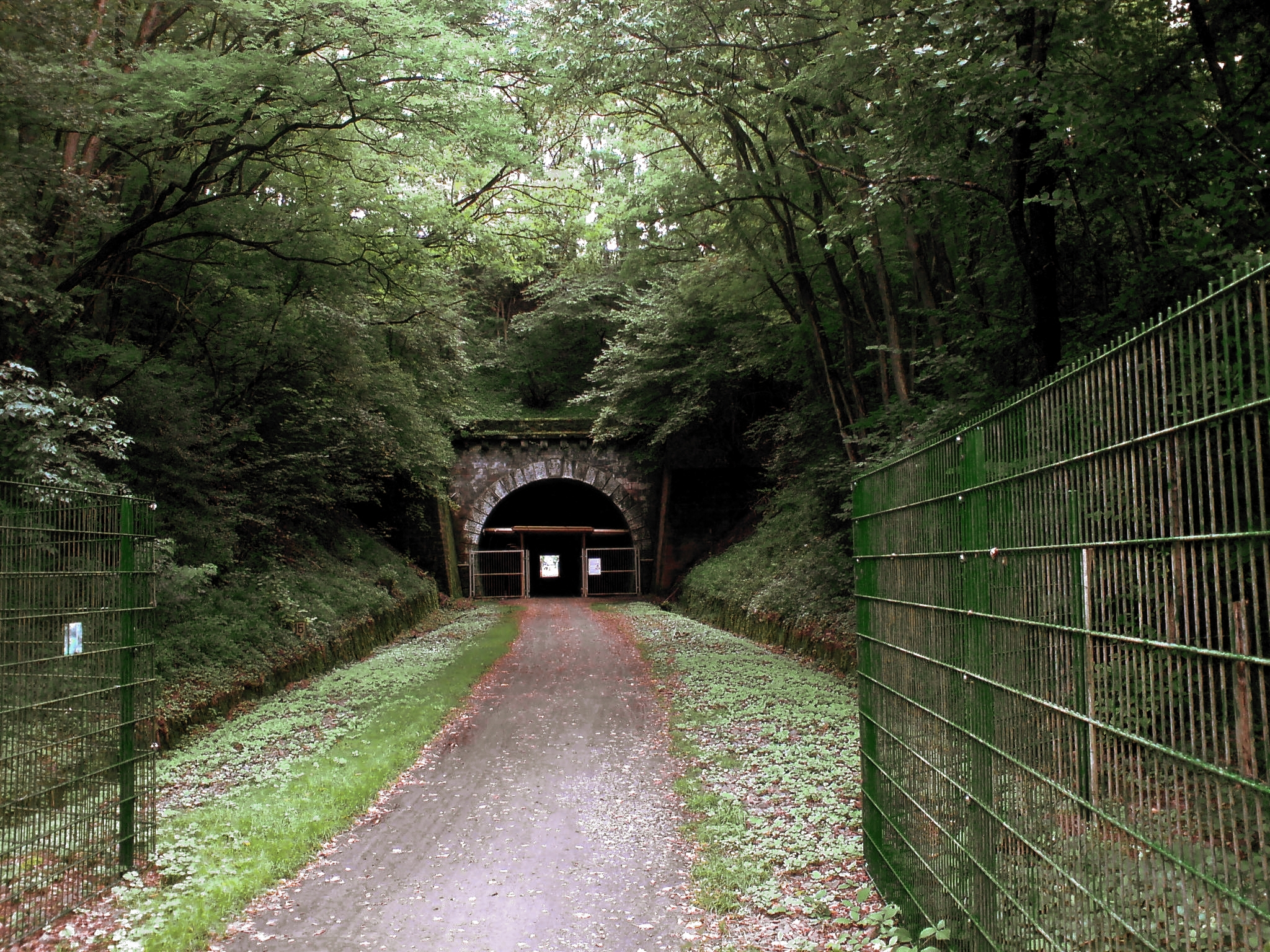
Der Tunnel von Nanzdietschweiler aus

Am 25. März 1904 fand eine Probefahrt von Homburg nach Lauterecken-Grumbach statt, eine weitere erfolgte rund einen Monat später am 16. April von Scheidt nach Bad Münster. In die entgegengesetzte Richtung fuhr derselbe Zug am 22. April. Die offizielle Eröffnung der Strecke fand am 1. Mai statt.

### Niedergang
Nach dem Zweiten Weltkrieg verlor die Glantalbahn stetig an Bedeutung. Die bereits von 1920 bis 1935 bestehende Abtrennung des Saargebietes wiederholte sich. Diesem wurden entlang der Strecke Homburg und Jägersburg zugeschlagen. Dies hatte negative Auswirkungen auf den Verkehr auf dem Abschnitt Homburg–Glan-Münchweiler, der in der Folgezeit immer stärker zurückging. In den 1960er Jahren erfolgte der Rückbau des zweiten Gleises zwischen Schönenberg-Kübelberg und Glan-Münchweiler; dadurch war der Elschbacher Tunnel nur noch eingleisig.
1961 wurde unweit des Südwestportals des Tunnels auf der Trasse des abgebauten zweiten Gleises der Haltepunkt Elschbach Ort errichtet, um der peripheren Lage des Bahnhofs der Gemeinde vom Siedlungsgebiet entgegenzuwirken und um die Attraktivität der Glantalbahn im südlichen Abschnitt zu steigern. Bereits 15 Jahre später wurde er wieder aufgelassen, der Elschbacher Bahnhof folgte ein Jahr darauf. Am 31. Mai 1981 endete der Personenverkehr zwischen Homburg und Glan-Münchweiler, nachdem er zuletzt nur noch einen einzigen Zug umfasst hatte. Zwischen Schönenberg-Kübelberg und Glan-Münchweiler wurde damit der gesamte Betrieb eingestellt, da bereits zuvor auf diesem Abschnitt kein Güterverkehr mehr stattgefunden hatte.
Ohne zuvor ein Stilllegungsverfahren einzuleiten, baute die Deutsche Bundesbahn 1984 zwischen Sand und Elschbach hunderte von Metern Gleis ab, wodurch der Tunnel von Homburg nicht mehr anfahrbar war. Von Mai bis Juli 1987 wurde das Gleis zwischen Elschbach und Glan-Münchweiler komplett abgebaut.
Im Zeitraum von 2001 bis 2006 wurde schrittweise der Glan-Blies-Weg errichtet; der Abschnitt Waldmohr–Glan-Münchweiler, der auf der früheren Bahntrasse verläuft, wurde am 18. Mai 2002 eröffnet. Seither verläuft somit ein Rad- und Wanderweg im Tunnel.